# Sonate pour violon et piano no 2 de Grieg
Pour les articles homonymes, voir Sonate pour violon et piano.
La Sonate pour violon et piano no 2 en sol majeur opus 13 est une sonate pour violon d'Edvard Grieg, composée en juillet 1867.

## Contexte et création
Edvard Grieg compose cette Sonate pour violon et piano en juillet 1867 et la dédie au compositeur Johan Svendsen. Elle est créée par le violoniste Gudbrand Böhn et le compositeur au piano à Christiania. Le compositeur considérait sa seconde Sonate comme une œuvre « nationaliste », puisant son inspiration des danses norvégienne. Le compositeur hongrois Franz Liszt tenait cette œuvre en haute estime.

## Structure
L'œuvre se compose de trois mouvements :
1. Allegro vivace, à
2. Allegretto tranquillo, en mi mineur
3. Allegro animato

La durée d'exécution est d'environ vingt-deux minutes.

## Analyse
Outre les inspirations folkloriques norvégiennes, la couleur harmonique de cette Sonate pour violon et piano est très sombre.

### Allegro vivace
Le premier mouvement n'est pas de forme sonate traditionnelle. L'introduction, lente et en sol mineur, présente un violon très rhapsodique. Le premier thème, préfiguré dans l'introduction, est donné au piano dans un aspect de ronde printanière. Le second thème est d'une nature plus élégiaque, dans la tonalité de si mineur. Il a l'allure d'une ballade où le côté rhapsodique revient. C'est une sorte de « poème symphonique » au développement plutôt bref. La récapitulation a lieu sur le premier thème de ce mouvement.

### Allegretto tranquillo
Ce mouvement présente une forme ternaire, au thème mélodique inspiré. Il est comparable au mouvement lent de la Sonate pour violon et piano no 3, et dont l'épisode central, dans la tonalité de mi majeur fait contraste.

### Allegro animato
Le troisième et dernier mouvement est d'aspect populaire, bâti sur un Springer, mais présente un thème trop semblable à celui du premier mouvement. La seconde partie du mouvement répète la première partie jusqu'au retour du thème dans une atmosphère Tranquillo. La conclusion est un Presto de quatorze mesures.